# Radeberg
Radeberg è una città di 18 980 abitanti della Sassonia, in Germania.

Appartiene al circondario (Landkreis) di Bautzen (targa BZ).
Radeberg si fregia del titolo di "Grande città circondariale" (Große Kreisstadt).

## Suddivisione amministrativa[2]
Radeberg si divide in 4 zone, corrispondenti all'area urbana e a 3 frazioni (Ortsteil):
- Radeberg (area urbana)
- Großerkmannsdorf
- Liegau-Augustusbad
- Ullersdorf